# Wendy Wu: Hazatérő harcos
A Wendy Wu: Hazatérő harcos vagy Wendy Wu: A harcos bálkirálynő (eredeti cím: Wendy Wu: Homecoming Warrior) egy 2006-os amerikai akciófilm a Disney Channel eredeti produkciójában, Brenda Song főszereplésével. Rendezte John Laing, írta Vince Cheung, Ben Montanio, Lydia Look és B. Mark Seabrooks. Amerikában 2006. június 16-án mutatták be a Disney Channel-n, melyet több mint 5,7 millió néző látott. Magyarországi premierje 2007. február 14-én volt a TV2-n, valamint az RTL Klub és a Disney csatorna is leadta.

## Történet
Wendy (Brenda Song) a suli egyik legnépszerűbb csaja, akinek legnagyobb problémája, hogy megszégyenítse idegesítő, mindenben utánozó riválisát a bálkirálynő választáson. Aztán egy este beállít hozzá egy buddhista szerzetes, aki szembesíti a végzetével: miszerint ő egy nagy kínai harcos, akinek küldetése van.

## Szereplők
| Szereplő       | Színész             | Magyar hang        | Magyar hang        |
| Szereplő       | Színész             | 1. magyar változat | 2. magyar változat |
| -------------- | ------------------- | ------------------ | ------------------ |
| Wendy Wu       | Brenda Song         | Vadász Bea         | Molnár Ilona       |
| Shen           | Shin Koyamada       | Kékesi Gábor       | Baráth István      |
| Nina Wu        | Susan Chuang        | Szórádi Erika      | Götz Anna          |
| Peter Wu       | Justin Chon         | Előd Botond        | Szvetlov Balázs    |
| Kenny Wu       | Michael David Cheng | Bardóczy Attila    | Rajkai Zoltán      |
| Austin         | Andy Fischer-Price  | Kováts Dániel      | Előd Botond        |
| Jessica Dawson | Ellen Woglom        | Molnár Ilona       | Szabó Zselyke      |
| Wu nagymama    | Tsai Chin           | Szabó Éva          | Szabó Éva          |
| Mr. Medina     | James Gaylyn        | Faragó András      | Bognár Tamás       |
| Gibbs edző     | Sally Stockwell     | Törtei Tünde       | Major Melinda      |
| Nunan igazgató | Paul Willis         | Imre István        | Megyeri János      |
| Mr. Tobias     | Timothy Raby        | Albert Gábor       | Tarján Péter       |
| Öreg szerzetes | Charles Lum         | Versényi László    | Versényi László    |

- További magyar hangok (1. magyar változatban): Csuja Fanni, Vági Viktória
- További magyar hangok (2. magyar változatban): Csuha Bori, Kerekes József, Vass Gábor

## Filmzene
| Cím                             | Előadó         |
| ------------------------------- | -------------- |
| "I'm Not That Girl"             | Brenda Song    |
| "Go (Jump! Mix)"                | Jupiter Rising |
| "Will it Go 'Round in Circles?" | Orlando Brown  |
| "Dance Alone"                   | Sweet James    |
| "Keepin It"                     | Drew Seeley    |

## Premierek
| Ország                    | Dátum               | Csatorna                       |
| ------------------------- | ------------------- | ------------------------------ |
| Amerikai Egyesült Államok | 2006. június 16.    | Disney Channel USA             |
| Amerikai Egyesült Államok | 2006. június 20.    | ABC Family                     |
| Ausztrália                | 2006. szeptember 5. | Disney Channel Ausztrália      |
| Ázsia                     | 2006. december 10.  | Disney Channel Ázsia           |
| Kína                      | 2007. január 5.     | Disney Channel Kína            |
| Brazília                  | 2007. január 5.     | HBO Family                     |
| Egyesült Királyság        | 2007. január 10.    | Disney Channel UK              |
| Egyesült Királyság        | 2007. március 21.   | BBC One és BBC HD              |
| Spanyolország             | 2007. január 16.    | Disney Channel Spanyolország   |
| Franciaország             | 2007. január 17.    | Disney Channel (Franciaország) |
| Ausztrália                | 2007. február 2.    | Disney Channel Ausztrália      |
| Közel-Kelet               | 2007. február 4.    | Disney Channel Közel-Kelet     |
| Malajzia                  | 2007. február 7.    | Disney Channel Ázsia           |
| Új-Zéland                 | 2007. február 7.    | Disney Channel Új-Zéland       |
| Japán                     | 2007. február 8.    | Disney Channel Japán           |
| Fülöp-szigetek            | 2007. február 10.   | Disney Channel Délkelet-Ázsia  |
| Costa Rica                | 2007. február 12.   | Disney Channel Costa Rica      |
| Magyarország              | 2007. február 14.   | TV2                            |
| Argentína                 | 2007. február 14.   | Disney Channel Latin-Amerika   |
| Németország               | 2007. február 21.   | Disney Channel Németország     |
| Ausztria                  | 2007. február 25.   | Disney Channel Ausztria        |
| Dél-afrikai Köztársaság   | 2007. március 23.   | Disney Channel Dél-Afrika      |
| Dánia                     | 2007. június 8.     | Disney Channel Skandinávia     |
| Svédország                | 2007. június 8.     | Disney Channel Skandinávia     |
| Norvégia                  | 2007. június 8.     | Disney Channel Skandinávia     |
| Oroszország               | 2007. június 18.    | Disney Channel Oroszország     |
| Kanada                    | 2007. június 20.    | Family Channel                 |
| Lengyelország             | 2007. június 26.    | Disney Channel Lengyelország   |
| Lengyelország             | 2009. május 23.     | Jetix Lengyelország            |
| Portugália                | 2008. november 16.  | SIC                            |
| Szingapúr                 | 2009. január 27.    | Channel 5                      |
| Kolumbia                  | 2009. május 1.      | Disney Channel Latin-Amerika   |
| Mexikó                    | 2009. május 1.      | Disney Channel Latin-Amerika   |
| Csehország                | 2009. november 29.  | Disney Channel Csehország      |
| Románia                   | 2010. március 3.    | Disney Channel Románia         |

## Fordítás
- Ez a szócikk részben vagy egészben  a   Wendy Wu: Homecoming Warrior című angol Wikipédia-szócikk fordításán alapul.  Az eredeti cikk szerkesztőit annak laptörténete sorolja fel. Ez a jelzés csupán a megfogalmazás eredetét és a szerzői jogokat jelzi, nem szolgál a cikkben szereplő információk forrásmegjelöléseként.